# Oh Wonder
Oh Wonder — це альт-поп дует з Лондону, який складається з Ентоні Вандер Веста та Джозефіни Вандер Вест (уроджена Вандер Гухт). Після випуску свого дебютного альбому вони досягли міжнародного успіху зі своїми альт-поп синглами. Oh Wonder записували та випускали по одній пісні на місяць протягом року, починаючи з вересня 2014 року. Усі пісні вийшли разом як однойменний дебютний альбом 4 вересня 2015 року. 14 липня 2017 року дует випустив свій другий альбом Ultralife. 12 лютого 2020 року вони випустили свій третій альбом No One Else Can Wear Your Crown. 8 жовтня 2021 року нині одружений дует випустив свій четвертий студійний альбом 22 Break. Усі чотири альбоми були написані, записані, продюсовані та зведені дуетом і мали крос-платформний успіх.
Через тиждень після виходу дебютного альбому гурт давав аншлагові концерти в Лондоні, Парижі, Нью-Йорку та Лос-Анджелесі, що стало початком їхньої гастрольної кар’єри. Відтоді вони зіграли на багатьох концертах і фестивалях у багатьох країнах.

## Історія

### Становлення та ранні роки
До створення Oh Wonder Джозефіна Вандер Ґухт була сольною виконавицею, спочатку під своїм іменем, а потім під псевдонімом LAYLA. Ентоні Вест спочатку був частиною гуртів Tonight Is Goodbye, Futures і We the Wild. Вони вперше зустрілися в Хай-Вікомбі 21 березня 2010 року, коли Ентоні був в аудиторії на одному з сольних концертів Джозефіни. Через рік Джозефіна відвідала один із концертів Ентоні, поспілкувалася з ним, і вони разом почали писати пісні та створювати музику.
Дует випустив свої перші дві пісні під назвою Wonder Wonder, але змінив її на Oh Wonder, коли дізнався про інший гурт з подібною назвою.

### 2014–2016:Oh Wonder
Oh Wonder мали неординарний підхід до випуску свого однойменного дебютного альбому Oh Wonder. Протягом року дует випускав по одному новому синглу щомісяця, починаючи з 1 вересня 2014 року, написавши, спродюсувавши та звівши кожну пісню у своїй домашній студії в Лондоні. Кульмінацією цих щомісячних інсталяцій став вихід першого альбому 2015 року, до якого також увійшли дві пісні, які раніше не видавалися. Запис досяг 26 місця в чарті альбомів Великобританії, 16 місця в чарті альбомів Канади, і номер 80 у Billboard 200 США.
Oh Wonder було продано понад один мільйон копій в усьому світі (це перший в історії альбом, виданий незалежним лейблом, що досяг таких результатів) і отримав золотий сертифікат у Великобританії, Канаді, Сінгапурі, Китаї, Тайвані, Данії та платиновий у Росії та на Філіппінах[джерело?].
Oh Wonder дали свій дебютний живий виступ на BBC Radio 1 у студії Maida Vale Studios, отримавши активну підтримку від BBC Introducing та ді-джеїв Хью Стівенса та Грега Джеймса. Перший телевізійний виступ гурту відбувся на шоу Conan (ведучого Конан О'Браєна), що вийшло у США 20 січня 2016 року. Вони виконали свій сингл «Lose It».
З моменту випуску свого дебютного альбому Oh Wonder гастролювали в усьому світі у Великій Британії, Франції, Бельгії, Німеччині, Швеції, Норвегії, Данії, Нідерландах, Росії, Австралії, Канаді та Сполучених Штатах. Їхній виступ у Манілі став першим концертом в Азії. З 21 липня по 12 серпня 2016 року вони також виступили на розігріві у Halsey під час її туру Badlands Tour. Їхні дебютні виступи на фестивалях у 2016 році включали музичні фестивалі Bonnaroo, Firefly, і Lollapalooza у Сполучених Штатах, а також Live Out у Монтерреї, WayHome Festival в Оро-Медонте, Канада, і Electric Picnic у Страдбаллі, Ірландія.

### 2016–2018:Ultralife
30 березня 2017 року Oh Wonder оголосили, що вони закінчили свій другий студійний альбом під назвою Ultralife. Головний трек альбому «Ultralife» вийшов наступного дня. Як і з попереднім альбомом, гурт випускав нові сингли кожні два тижні напередодні релізу альбому.
У 2017 році дует розпочав світове турне Ultralife World Tour, під час якого вони відіграли тривалу серію головних концертів у 34 країнах - Азії, Австралії, Європи, Північної та Південної Америки. Вони також відіграли три концерти з Беком під час його північноамериканського туру 2018 року.[джерело?]

### 2019–2020:No One Else Can Wear Your CrownтаHome Tapes
5 вересня 2019 року Oh Wonder випустили «Hallelujah», перший сингл зі свого майбутнього альбому, а потім «Better Now» 25 жовтня та «I Wish I Never Met You» 14 листопада. Того ж дня вони оголосили через Twitter, що альбом під назвою No One Else Can Wear Your Crown вийде 7 листопада. Потім пішли сингли «This Christmas», «Happy» і «In and Out of Love». Під час висвітлення в пресі їхнього третього альбому Ентоні і Джозефіна розповіли, що перебувають у стосунках протягом останніх семи років.
У березні 2020 року пара мала вирушити в тур на підтримку No One Else Can Wear Your Crown по Європі та Північній Америці, однак останню частину туру, включаючи весь північноамериканський сегмент, було відкладено через пандемію COVID-19.
У зв’язку з коронавірусом і обмеженнями, що діяли Великій Британії у 2020 році, Oh Wonder записали нову серію синглів, що потім увійшли до мініальбому під назвою Home Tapes.

### 2021–тепер:22 Break
22 вересня 2021 року Oh Wonder анонсували свій четвертий студійний альбом 22 Break і випустили однойменну заголовну пісню. Описаний дуетом як «можливо, перший альбом розриву в історії, написаний і записаний з людиною, з якою ви розлучаєтеся», альбом документує їх майже розрив у 2020 році під час пандемії COVID-19 і час, проведений поза туром. Альбом вийшов 8 жовтня 2021 року разом із візуальним фільмом із музикою з альбому.

## Дискографія

### Студійні альбоми
- Oh Wonder (2015)
- Ultralife (2017)
- No One Else Can Wear Your Crown (2019)
- 22 Break (2021)
- 22 Make (2022)

### Мініальбоми
- Home Tapes (2020)